# Västmanlands Nyheter
Västmanlands Nyheter var en svensk centerpartistisk tidning grundad 1917 i Västerås och nedlagd 2019. Papperstidningen gavs ut en gång i veckan, och hade 2013 en upplaga på 1 300 exemplar. Sedan 2001 ingick Västmanlands Nyheter i Sveagruppen Tidnings ABs tidningsutbud tillsammans med 4 andra tidningar.